# Liutgard van Vlaanderen

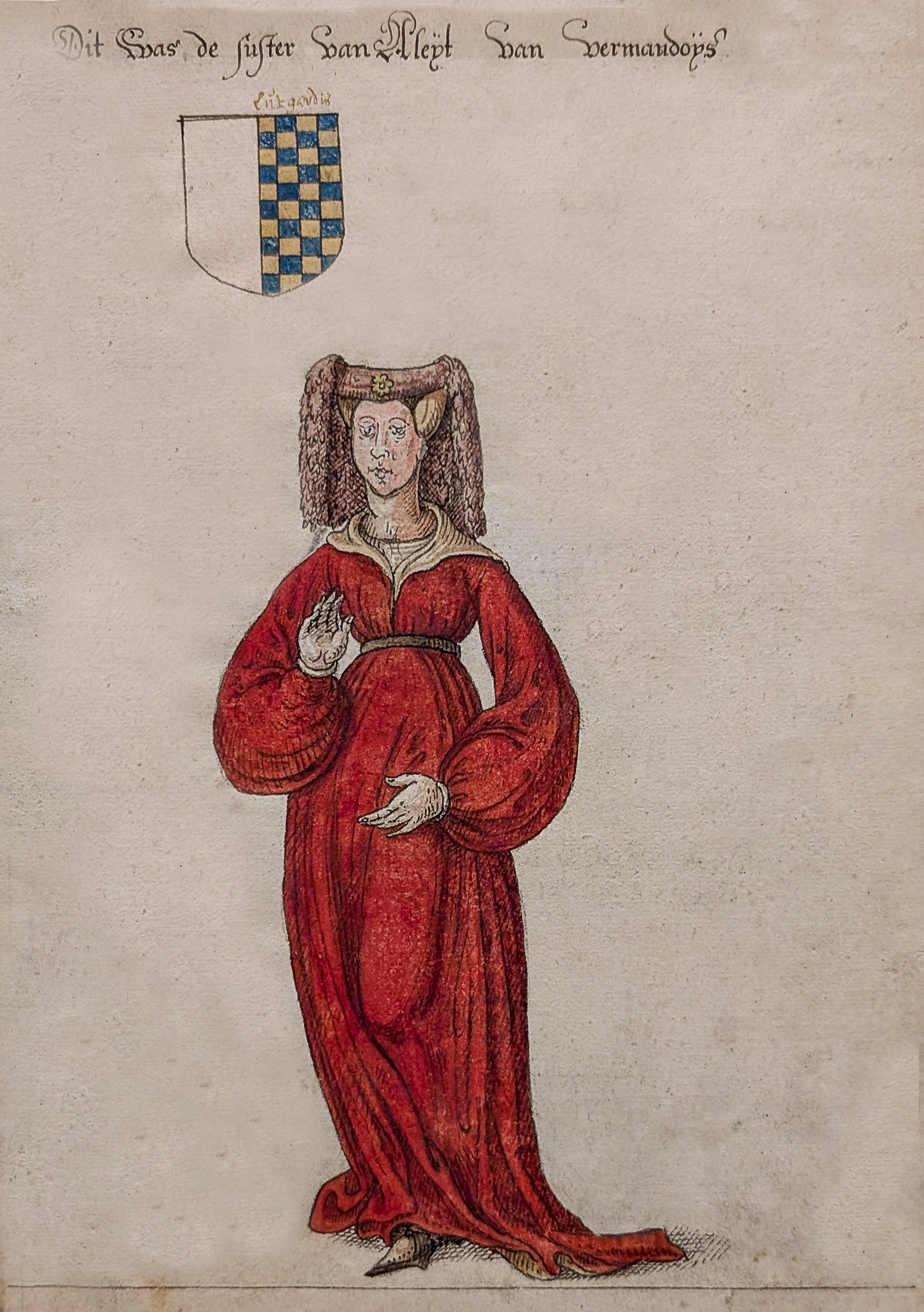
Liutgard van Vlaanderen

Liutgard van Vlaanderen (Vlaanderen, ca. 935 - Hamaland, 29 september 964) was een dochter van Arnulf I van Vlaanderen en Aleidis van Vermandois. Zij trad rond 955 in het huwelijk met Wichman IV van Hamaland.  
Zij was een zuster van Boudewijn III van Vlaanderen.
Na de dood van hun enige zoon, eveneens Wichman geheten, richtte haar echtgenoot het sticht Elten op. Hun dochter Liutgard van Elten werd hier de eerste abdis. Haar tweede dochter Adela van Hamaland was het er niet mee eens dat twee derde van de bezittingen van haar ouders naar het sticht Elten gingen. 
Bij de opgravingen in Hoog-Elten is haar graf gevonden. Aan haar skelet ontbrak één hand met het polsgewricht, terwijl haar gebeente daar tekenen van botvliesontsteking vertoonde. Zij is dus overleden aan de gevolgen van een ernstig ongeval of een geweldsincident.
Samen met Wichman IV van Hamaland kreeg zij de volgende kinderen:
- Wichman V (ca. 957 - 1 augustus 965 of uiterlijk 966, begraven te Elten)
- Liutgard van Elten, eerste abdis van het sticht Elten
- Adela van Hamaland.

## Voorouders
| ' Liutgard van Vlaanderen (935-964) | Vader: Arnulf I van Vlaanderen (889-965) | Grootvader: Boudewijn II van Vlaanderen (865-918) | Overgrootvader: Boudewijn I van Vlaanderen (840-879)   |
| ' Liutgard van Vlaanderen (935-964) | Vader: Arnulf I van Vlaanderen (889-965) | Grootvader: Boudewijn II van Vlaanderen (865-918) | Overgrootmoeder: Judith van West-Francië (844-870)     |
| ' Liutgard van Vlaanderen (935-964) | Vader: Arnulf I van Vlaanderen (889-965) | Grootmoeder: Ælfthryth van Wessex (868-929)       | Overgrootvader: Alfred de Grote                        |
| ' Liutgard van Vlaanderen (935-964) | Vader: Arnulf I van Vlaanderen (889-965) | Grootmoeder: Ælfthryth van Wessex (868-929)       | Overgrootmoeder: Ealhswith (952-905)                   |
| ' Liutgard van Vlaanderen (935-964) | Moeder: Aleidis van Vermandois (916-960) | Grootvader: Herbert II van Vermandois (884-943)   | Overgrootvader: Herbert I van Vermandois (850-900/907) |
| ' Liutgard van Vlaanderen (935-964) | Moeder: Aleidis van Vermandois (916-960) | Grootvader: Herbert II van Vermandois (884-943)   | Overgrootmoeder: Bertha van Morvois                    |
| ' Liutgard van Vlaanderen (935-964) | Moeder: Aleidis van Vermandois (916-960) | Grootmoeder: Adelheid van Frankrijk               | Overgrootvader: Robert van Bourgondië (866-923)        |
| ' Liutgard van Vlaanderen (935-964) | Moeder: Aleidis van Vermandois (916-960) | Grootmoeder: Adelheid van Frankrijk               | Overgrootmoeder: Beatrix van Vermandois? (880-931)     |